# Nullemission
Nullemission bedeutet, dass bei der Produktion und anderen Prozessen keine klimaschädlichen Emissionen entstehen.

## Nullemission
Nullemission beschreibt ein Gebäude, ein Fahrzeug, einen Produktionsprozess, eine Dienstleistung oder eine sonstige Infrastruktur oder Tätigkeit, bei deren Bau, Ausführung, Benutzung oder Entsorgung keine umweltschädlichen Emissionen entstehen. Der Begriff ist nicht rechtlich geschützt und kann sich entsprechend auf unterschiedliche Schadstoffe sowie Teile des Produktions- oder Nutzungsprozesses beziehen. Beispiele für Nullemission sind ein emissionsfreies Fahrzeug oder ein Plusenergiehaus.
Bei umfassender Betrachtung müsste der Begriff der Nullemission den gesamten Lebenszyklus und damit eine vollständige Ökobilanz aller relevanten Umweltschadstoffe umfassen. Häufig werden aber nur einzelne Bestandteile erfasst. So kann sich Nullemission mit Bezug auf die globale Erwärmung nur auf die ausgestoßenen Treibhausgase wie Kohlendioxid oder Methan beziehen, während bei der Bezeichnung eines Fahrrads als Nullemissionsfahrzeug die Produktion und Entsorgung ausgeklammert werden. Gleiches gilt beispielsweise für Windenergieanlagen oder Photovoltaik, deren Betrieb emissionsfrei ist, bei deren Herstellung und Wiederverwertung aber durchaus Emissionen verschiedener Art anfallen.

## Netto-null-Emission
Netto-null-Emission (Net-Zero-Emission) ist eine nur rechnerisch gemeinte „Nullemission“, bei der auf der einen Seite Emissionen entstehen und gleichzeitig woanders Emissionen in gleichem Maße verhindert oder dauerhaft in zusätzlich geschaffenen Senken gespeichert werden (negative Emissionen).
Im Kontext der gegenwärtigen Störung des Kohlenstoffkreislaufs definiert der IPCC Netto-null-Emissionen als den Ausgleich von anthropogenen Treibhausgasemissionen durch die anthropogene Entfernung von Treibhausgasen mit gleich großem Klimaeinfluss über einen definierten Zeitraum. Der Ausgleich hängt – wenn mehrere Treibhausgase betrachtet werden – von der gewählten Metrik ab, mit der der Klimaeinfluss der Gase bewertet wird (z. B. Treibhauspotential). Netto-null-CO2-Emissionen sind Netto-null-Emissionen des Treibhausgases CO2, eine synonyme Bezeichnung ist Kohlenstoffneutralität.
Eine einheitliche Verwendung von Begriffen wie Netto-null-Emission, „klimaneutral“ und „CO2-neutral“ hat sich außerhalb des IPCC noch nicht durchgesetzt, sodass sie mitunter synonym verwendet werden. Dies kann sich lediglich auf CO2 beziehen oder aber auf CO2-Äquivalente, d. h. auch andere Treibhausgase wie Methan und Lachgas. Insbesondere variiert der Umfang der erfassten Emissionsquellen. So können Unternehmensziele nur jene Emissionen umfassen, die aus ihren direkten Aktivitäten resultieren, oder sie können auch Emissionen entlang ihrer Lieferkette umfassen. Der schwedische Möbelhändler IKEA hat beispielsweise ein Netto-Null-Ziel, das alle Emissionen seiner gesamten Lieferkette einschließt. Das Gleiche gilt für Microsoft, das bis 2050 aber auch alle CO2-Emissionen seit seiner Gründung im Jahr 1975 neutralisieren will. Im Gegensatz dazu hat sich ACI Europe, das mehr als 500 europäische Flughäfen vertritt, ein Netto-Null-CO2-Ziel für 2050 gesetzt, das nur Gebäude und Betrieb an Land, nicht aber Emissionen von Flugzeugen einschließt und damit nur etwa 2 % der Emissionen aller Luftverkehrsaktivitäten, die diese Flughäfen passieren, umfasst.
Der Klimawissenschaftler Kevin Anderson kritisiert die Verwendung des Begriffs „net zero“ scharf:

„Jeder verwendet mittlerweile diesen Ausdruck „net zero“. Man kann eine Net-Zero-Ölgesellschaft sein. Man kann Net-Zero-Saudi-Arabien oder -Katar oder -Norwegen oder -Großbritannien oder -USA sein. Jeder kann net zero werden, jeder Landkreis, jedes Unternehmen. Er ist sinnentleert. Er ist völlig bedeutungslos. Wenn man analysiert, was sich hinter net zero befindet, ich sage dann oft nur, dass es Latein ist für das Wegtreten einer Dose entlang der Straße. Es gibt die Last an die nächste Generation weiter.“